# Землетрясение в Малаге
Землетрясение 1680 года в Малаге произошло 9 октября. Эпицентр землетрясения находился в провинции Малага в горах Сьерра-де-Агуас, между современными Алорой и Карратракой.
Толчки ощущались в городе Малаге в 7:15 утра. Согласно подробному отчёту, направленному королю Карлу II, Малагский собор оказался единственным сооружением в городе, не пострадавшим от землетрясения. Жертвами землетрясения стали порядка семидесяти человек, около сотни жителей получили ранения. Значительные разрушения были зафиксированы во многих городах провинции. Последствия землетрясения наблюдались также в Севилье, Кордове, Хаэне и Гранаде.